# Faculté (éducation)
Pour les articles homonymes, voir Faculté.
 (janvier 2024).
Une faculté est traditionnellement une des structures constitutives d'une université chargée de l'enseignement et de la recherche dans un champ disciplinaire homogène, regroupant des domaines de formation et de connaissance apparentés.
Elle peut être divisée, selon les époques et les pays, en chaires, départements, sections, divisions, centres, services, collèges, unités, etc.
Une faculté est placée sous l'autorité d'un doyen.
Dans la plupart des systèmes universitaires du monde, l'université est divisé en plusieurs facultés. Cependant, dans certains pays (aux États-Unis par exemple), les universités comprennent plusieurs écoles indépendantes. L'Institut de technologie du Massachusetts est par exemple découpé en cinq écoles et une faculté.

## Belgique
En Belgique, les facultés sont des entités légales réservées aux universités : chaque université est composée d'au moins une faculté. L'organisation des facultés revient intégralement à l'université elle-même, pour autant qu'elles existent en tant qu'entités distinctes. En effet, le nom de la faculté organisatrice doit figurer sur tout diplôme émis par une université. Elles ne doivent pas nécessairement comporter la dénomination « faculté » : ce n'est par exemple pas le cas de l'École polytechnique de Louvain et de la Louvain School of Management (UCLouvain), de l'École polytechnique de Bruxelles (ULB), de Gembloux Agro-Bio-Tech (ULiège) ou de l'Institut supérieur de philosophie (KU Leuven).
Les facultés sont les seules entités académiques à pouvoir décerner des diplômes universitaires et à pouvoir organiser les doctorats.
Historiquement, certaines universités belges composées d'un petit nombre de facultés portaient de nom de « facultés universitaires » au lieu « d'université ». C'était le cas de petites universités comme les Facultés universitaires Saint-Louis à Bruxelles (FUSL) devenues l'université Saint-Louis - Bruxelles en 2013, les Facultés universitaires Notre-Dame de la Paix à Namur (FUNDP) devenues l'université de Namur, ou les Facultés universitaires catholiques de Mons (FUCaM), qui ont intégré l'université catholique de Louvain en 2010. C'était aussi le cas d'universités mono-facultaires spécialisées dans un domaine spécifique : la Faculté universitaire des sciences agronomiques de Gembloux (FUSAGx) et la Faculté universitaire de médecine vétérinaire de Cureghem, qui ont intégré l'université de Liège, ou la Faculté polytechnique de Mons, devenue faculté constituante de l'université de Mons.
Une faculté est dirigée par un doyen, à moins qu'une université ne soit composée que d'une seule faculté, où les compétences du recteur et du doyen sont identiques. Depuis 2010, ce cas ne concerne plus que la Faculté universitaire de théologie protestante à Bruxelles et la Faculté de théologie évangélique à Louvain.
Les termes de « faculté » et « faculteit » en néerlandais sont des dénominations protégées par la loi, réservées aux universités de la Fédération Wallonie-Bruxelles ou de la Communauté flamande de Belgique.

## France
En France, depuis la réforme instaurée par la Loi Edgar Faure du 12 novembre 1968 les facultés ont été décomposées en une ou plusieurs unités de formation et de recherche. Néanmoins, certaines UFR utilisent dans leur appellation le terme de faculté (cf. infra). 
Les établissements d'enseignement supérieur privé comprenant au moins le même nombre de professeurs pourvus du grade universitaire de docteur que les établissements de l'État qui comptent le moins d'emplois de professeurs des universités, peuvent prendre le nom de faculté libre, suivi de l'indication de leur spécialité, tel que défini par l'article L731-5 du Code de l'éducation.

### Facultés médiévales
Les universités comprenaient généralement au Moyen Âge quatre facultés :
- la faculté des arts (facultas artium) donnait une formation générale dans les arts libéraux (trivium et quadrivium) et servait souvent de propédeutique aux autres facultés ;
- la faculté de théologie enseignait la théologie catholique ;
- la faculté de droit était consacrée à l'enseignement du droit, essentiellement le droit romain et/ou le droit canonique, souvent appelé alors Décret, d'où le nom de faculté de décret pour les facultés spécialisées en droit canon ;
- la faculté de médecine était consacrée aux études de médecine.

La Révolution française supprime les facultés et les universités en 1793 au profit d'« écoles centrales » et d'« écoles spéciales ».

### Après la Révolution
En France, Napoléon Ier, en créant l'Université impériale, rétablit des facultés, qui sont désormais au nombre de cinq.
Napoléon conserve les facultés de médecine et les facultés de droit, appelées à l'époque école de médecine et de droit. Il sépare la faculté des arts et de théologie en trois nouvelles catégories, les facultés de lettres (comprenant la littérature, la philosophie, l'histoire, la géographie, les langues anciennes et modernes, etc.), les facultés des sciences (comprenant les mathématiques, les sciences physiques, puis la biologie), et les facultés de théologie. Ces dernières, isolées des lettres et des sciences, dans un siècle où domine le scientisme, tomberont en décadence. Elles seront supprimées à la fin du XIXe siècle ou au début du XXe siècle, sauf dans les régions alors annexées par l'Allemagne qui restent sous régime concordataire.
Au cours du XIXe siècle et du XXe siècle, seront créées à partir des facultés de droit les facultés d'économie, puis de sciences politiques, à partir de celles de médecine, les facultés de pharmacie, de sciences du sport.
Dotées d'une personnalité juridique, les facultés jouissent d'une autonomie qui les fait apparaître, aux yeux des administrations centrales, comme trop puissantes et trop isolées les unes des autres au sein de leurs universités, recréées à la fin du XIXe siècle (1896) comme simples regroupements de facultés sans personnalité juridique.

### À la suite des événements de mai 1968
Après le mouvement de Mai 1968, la loi Edgar Faure supprime les facultés pour créer des universités, en principe pluridisciplinaires, divisées en unités d'enseignement et de recherche (UER), qui deviennent des unités de formation et de recherche (UFR) en 1984. Ces unités sont dépourvues de personnalité juridique.
Certaines facultés, selon leur taille, sont transformées en universités de plein exercice, soit au moment de la réforme de 1968, soit plus tard.
Toutefois, l'appellation de faculté reste, malgré tout, dans le langage courant (faculté de droit, de médecine, d'histoire) et la « fac » reste dans le langage des étudiants des universités la désignation de leur lieu d'études. Le terme est même parfois employé dans les documents officiels de certaines universités françaises, sans base réglementaire.

### Depuis 2013
Depuis la loi du 22 juillet 2013 relative à l'enseignement supérieur et à la recherche, dite « loi Fioraso », certaines universités, telles que Sorbonne Université ou l'université Paris-Cité nomment leurs regroupements de composantes « facultés » et d'autres, telles que les universités de Bordeaux et de Pau les nomment également « collèges »,,.